# Listă de dramaturgi slovaci
Listă de dramaturgi slovaci:

## C
- Ján Chalupka

## F
- Ľubomír Feldek

## G
- Jakub Grajchman

## H
- Pavol Országh Hviezdoslav

## J
- Peter Jaroš

## L
- Ľuba Lesná

## M
- Ladislav Mňačko

## P
- Ján Palárik

## R
- Milan Richter

## S
- Július Satinský
- Ivan Stodola

## T
- Oľga Textorisová

## V
- Terézia Vansová

## Z
- Jonáš Záborský
- Zuzka Zguriška

## Vezi și
- Listă de piese de teatru slovace
- Listă de dramaturgi
- Listă de scriitori slovaci